# Educação no Canadá
A Educação no Canadá é altamente descentralizada. O Canadá não possui um órgão governamental central encarregado de monitorar e/ou ditar regras e padrões quanto à educação no país. Ao invés disso, a educação é responsabilidade das províncias e territórios do Canadá. Cada subdivisão possui um Departamento de Educação, que dita regras e padrões válidos para o sistema educacional na subdivisão. Portanto, regras tais como a idade compulsória no qual crianças e adolescentes são obrigados a frequentar a escola varia de subdivisão para subdivisão.
A escolaridade é obrigatória em todas as províncias/territórios. A idade em que há essa obrigatoriedade varia no país, geralmente iniciando-se aos 5-7 anos, e sendo obrigatória até os 16-18 anos (ou até à conclusão do ensino secundário), o que contribui para uma taxa de alfabetização de mais de 99%. Na maioria das províncias, o inglês é o idioma mais usado. No Quebec, o idioma mais utilizado é o francês. Porém, cada escola, dependendo da comunidade em volta, pode instituir outros idiomas a ser utilizado como principal na escola. Por exemplo, o francês é muito utilizado em escolas localizadas em pequenas comunidades francófonas no oeste canadense (onde a grande maioria da população é anglófona). Porém, o francês é o único idioma que pode ser utilizado como idioma primário nas escolas do Quebec, exceto em algumas comunidades anglófonas em Montreal.
O ensino primário e secundário é gratuito, e em Quebec inclui também o nível colegial ou pré-universitário (CEFEP), que cobra apenas uma taxa mínima de matrícula. Pra maioria dos cursos superiores é paga uma taxa escolar. Os alunos que não tem recursos suficientes para cursar o ensino superior recebem apoio do estado através do Programa de Empréstimo ao Estudante Canadense, garantindo empréstimos e, em caso de aluno de período integral, subsídio. As províncias também tem programas complementares de empréstimos e bolsas de estudo. Em 1991-92, os gastos do governo e das províncias no auxílio à educação ultrapassaram os $ 794 milhões.
Como nos Estados Unidos, as escolas no Canadá em geral são administrados por distritos escolares, cuja jurisdição é coexistente no geral com os limites de uma cidade ou uma outra entidade administrativa. É dever dos distritos escolares administrar as escolas primárias e secundárias, estabelecer orçamentos, recrutar os professores e negociar seus contratos, e formar os currículos escolares (de acordo com as diretrizes da província). Os distritos tem o poder de cobrar impostos dos habitantes vivendo dentro de sua jurisdição. Verbas adicionais podem ser fornecidas pela província. Universidades e faculdades públicas no geral são administradas pela província/território no qual localizam-se. O governo federal envolve-se indiretamente na educação, fornecendo apoio financeiro à educação superior, ao treinamento ocupacional de adultos e ao ensino das duas línguas oficiais, em especial para a segunda língua. Além disso, é responsável pela educação dos aborígenes, dos funcionários das Forças Armadas e seus dependentes e dos presos em instituições federais.
Em 1993, o Canadá gastou $ 54,2 bilhões no ensino, o que representa 8% do seu produto nacional bruto. Tal porcentagem está entre as mais altas dentre os países industrializados.
O treinamento dos professores compreende pelo menos 4 ou 5 anos de estudo, requer um diploma universitário e pelo menos um ano para completar o Bacharelado em Educação. Os professores recebem  das secretarias provinciais de educação sua licença para ensinar,e sua educação é bem favoravel

## Educação pré-primária e primária
Em algumas províncias as crianças podem começar a educação pré-primária aos quatro anos, antes de começar a escola primária aos seis. Ontario é a única província que possui dois níveis de Jardim de Infância (Junior e Senior).
O currículo das escolas primárias enfatiza os conhecimentos básicos de língua, matemática, estudos sociais e introdução às artes e ciências. Algumas províncias oferecem programas de ensino diferenciado para as crianças super dotadas, com programas mais acelerados e enriquecidos. Para as crianças com aprendizado mais lento, ou até mesmo limitado, há programas, aulas e instituições especializadas, entretanto, cada vez mais as crianças limitadas estão sendo integradas ao sistema normal.
Todas as escolas primárias e secundárias foram conectadas à internet.

## Educação secundária
A educação secundária, conhecida como high school, collegiate institute "école secondaire" ou secondary school, varia de acordo com a província, e a estrutura de séries também pode variar dentro de uma mesma província e até entre escolas de mesmo nível. A educação secundária em Quebec termina no 11º ano, e até 2003 Ontario possuía um 13º ano conhecido como Ontario Academic Credit (OAC).
A educação é compulsória até os 16 anos em todas as províncias do Canadá, exceto em Ontario e New Brunswick (onde a idade é de 18 anos). Os estudantes podem continuar a frequentar as escolas secundárias até os 19-21 anos (a idade varia nas províncias). Os estudantes com dezenove anos ou mais podem frequentar escolas de ensino para adultos.
As escolas secundárias oferecem muitas opções para quem já possui uma orientação profissional, pois os alunos podem escolher as matérias que mais os interessem, além de atividades extracurriculares como esportes, estudos direcionados, música, teatro, serviço voluntário para a comunidade e participação política.
Todas as escolas primárias e secundárias foram conectadas à internet.

## Educação superior
Há uma seleção para o ensino superior, considerando-se as notas dos últimos dois anos da educação secundária.
A educação superior é subsidiada pelos governos federal e provincial, com os estudantes pagando apenas cerca de 17,8% do custo efetivo de ensino.
As instituições pós-secundárias e não-universitárias são conhecidas por vários nomes, como os CEGEPs, que são instituições de tecnologia e colégios comunitários. São financiados pelas províncias (alguns totalmente) e oferecem treinamento para ocupações para profissionais, técnicas e comerciais. Alguns oferecem também programas de transferência universitária.
Nem todos os programas são pós-secundários, uma vez que alguns não requerem diploma secundário. é o caso, por exemplo, do treinamento para carpinteiro, encanador ou pedreiro, que leva apenas um ano e exige somente o 10º ano completo.

## Outras modalidades de ensino

### Ensino à distância
O Canadá foi um dos primeiros países do mundo a implantar a educação a distância (EAD) de uma maneira massiva, a partir do século XIX, quando se usava material impresso enviado por correio. A partir da década de 40 o Canadá começou a usar o rádio para debates e educação, promovendo a disussão de problemas locais e regionais nas comunidades rurais. Posteriormente, o Canadá inaurugou a Rede de Conhecimento, que é uma rede de TV educativa financiada pelo governo da província de British Colombia, transmitido tanto para receptores comuns como para sistemas a cabo. Nos anos 70, algumas províncias criaram unidades especiais de educação a distância, tais como a Agência de Educação Aberta, na província de Alberta, a Open Learning Agency aqui na Columbia Britânica, e a Tele Université no Quebec. Com o advento da internet, as possibilidades aumentaram ainda mais. Na década de 1990, o governo federal e governos estaduais iniciaram vários projetos tecnológicos e pedagógicos para apoiar o desenvolvimento da educação a distância desde escolas primárias até o ensino superior. Em termos técnicos, o governo criou o CANARIE (Canadian Network for the Advancement of Research, Industrie and Education ), para desenvolver redes de transmissão de alta velocidade.
Não existe legislação específica sobre Educação a Distância no Canadá, então quem decide o que fazer em relação a esses cursos é a própria universidade, geralmente através de aprovação do comitê executivo, conselho superior, ou do diretor da faculdade.
Geralmente cada universidade tem um CED (Centro de Educação a Distância), e em 2002 das 56 faculdades apenas três não ofereciam educação a distância. É difícil obter dados sobre o ensino a distância por haver muita liberdade na sua criação, mas há estimativas diversas. O Conselho das Universidades de Ontário estimou que em 1999 havia 26 mil estudantes usando a educação a distância. Uma estimativa para todo o país, usando a essa proporção de Ontário, resultaria em 65 mil estudantes. Para a quantidade de cursos, a estimativa é entre 8 e 12 mil cursos superiores. Algumas universidades, como a de Athabasca, possuem todos os seus 600 cursos a distância. Há também Canadian Virtual University, um consórcio de 13 escolas profissionais, e OntarioLearn.com, uma associação de 22 escolas profissionais.
Na educação superior foram criados os Centros Nacionais de Excelência em Teleaprendizagem com o objetivo de desenvolver modelos pedagógicos apropriados a educação a distância on-line. Antes da implementação ampla da internet no Canadá o modelo usado era de transmissão do conhecimento, com o professor fazendo uma palestra em vídeo. Após a implementação é usado o modelo de construção do conhecimento, com os estudantes trabalhando em projetos comuns.
A educação a distância tem modalidades variadas, alguns cursos sendo apenas on-line e outros tem partes presenciais. No boletim do estudante não é especificado a modalidade, se foi a distância ou presencial ou semi-presencial.

## Escolas particulares
As províncias permitem escolas de ensino separados por religião, com a maioria oferecendo currículo religioso desde o pré-primário até o secundário. As escolas particulares ou independentes oferecem uma grande variedade de opções curriculares com base na religião, língua ou condição social ou acadêmica.

## Educação de estrangeiros
Uma quantidade cada vez maior de estudantes internacionais estão frequentando cursos pré-universitários nas escolas secundárias do Canadá como Columbia International College que tem mais de 1.300 estudantes de todo o mundo.
Na educação a distância 10% dos estudantes são estrangeiros.